# 交響曲第6番 (ミャスコフスキー)
交響曲第6番変ホ短調作品23は、ニコライ・ミャスコフスキーが1921年から1923年にかけて作曲した交響曲。ミャスコフスキーの27曲に及ぶ交響曲の中でも最長の作品で、70分を要する。また唯一、合唱を終楽章に用いた点も特色である。内容的には、ソ連において社会主義リアリズム路線に添う形で創作された交響曲の最初期のものといえる。
初演は1924年5月4日、モスクワのボリショイ劇場で、ニコライ・ゴロヴァノフの指揮により行われた。
ミャスコフスキーは1947年に改訂を行い、合唱を任意とした。

## 楽器編成
フルート3（第3奏者はピッコロ持ち替え）、オーボエ3、コーラングレ、クラリネット2、バス・クラリネット、ファゴット3、コントラファゴット、ホルン6、トランペット3、トロンボーン3、チューバ、ティンパニ、シンバル、大太鼓、小太鼓、チェレスタ、ハープ、弦五部、混声合唱

## 楽曲構成
4つの楽章からなる。
- 第1楽章　ポーコ・ラルガメンテ - アレグロ・フェローチェ
激しく大規模なソナタ形式の楽章。
- 第2楽章　プレスト・テネブローソ
スケルツォ楽章。アンダンテ・モデラートの中間部では『怒りの日』が引用される。叔母の葬儀の際の情景に触発されたとされる。
- 第3楽章　アンダンテ・アパッショナート
憂愁を帯びた緩徐楽章。
- 第4楽章　アレグロ・ヴィヴァーチェ - ピウ・ソステヌート - アンダンテ・モルト・エスプレッシーヴォ
前楽章までの暗さを一気に解消するような明るく軽快な終楽章。フランス革命期の革命歌『カルマニョール』（La Carmagnole ）と『サ・イラ』（Ah! ça ira ）が引用された後、合唱によってロシア正教の葬送の聖歌が歌われてクライマックスとなり、一転して静かに曲を閉じる。